# Elegia caespitosa
Elegia caespitosa är en gräsväxtart som beskrevs av Esterh. Elegia caespitosa ingår i släktet Elegia och familjen Restionaceae. Inga underarter finns listade i Catalogue of Life.